# Dario Pereira de Macedo
Dario Pereira de Macedo (Parelhas, 10 de junho de 1936 – local desconhecido, 30 de janeiro de 2003) foi um economista e político brasileiro que foi senador (1991-1995) pelo Rio Grande do Norte.

## Biografia
Filho dos agricultores Severino da Silva Santos e Joana Jacinto da Silva foi estudante de contabilidade e se formou em Economia. Criado por Luciano Florêncio, seu tio e prefeito de Parelhas. Filiado ao PDS e ligado politicamente a José Agripino Maia, presidiu a Companhia de Desenvolvimento Mineral após a primeira eleição deste para o governo do estado em 1982 e a quem seguiu quando do ingresso no PFL. Eleito suplente de senador em 1986 dedicou-se a atividades empresariais até o retorno de José Agripino Maia ao governo nas eleições de 1990 o que permitiu sua efetivação no Senado.